# Station Vildbjerg
Station Vildbjerg is een station in Vildbjerg in de Deense gemeente Herning. Het station ligt aan de lijn Holstebro - Vejle. Het oorspronkelijke station, een ontwerp van Heinrich Wenck, is gesloopt. Er is enkel nog een abri aanwezig.